# Haploscelis madecassus
Haploscelis madecassus es una especie de coleóptero de la familia Endomychidae.

## Distribución geográfica
Habita en Madagascar.